# Bobnice
Bobnice település Csehországban, a Nymburki járásban. Bobnice Všechlapy, Chleby, Krchleby, Budiměřice, Nymburk és Jíkev településekkel határos. Lakosainak száma 868 fő (2024. január 1.).

## Népesség
A település lakosságának változását az alábbi diagram mutatja:
| Lakosok száma | 763  | 983  | 1129 | 940  | 821  | 724  | 869  | 858  | 846  | 868  |
|               | 1869 | 1890 | 1921 | 1950 | 1980 | 2001 | 2017 | 2019 | 2022 | 2024 |